# Mouvement ourdou

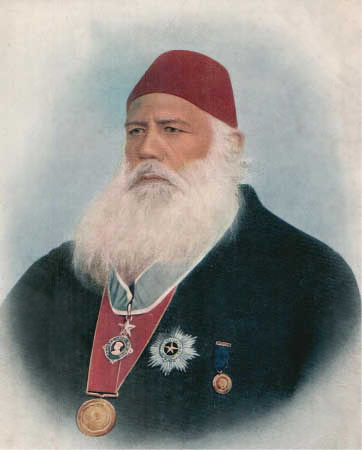
Syed Ahmad Khan, l'un des précurseurs du mouvement.

Le mouvement ourdou désigne un courant de pensée politique apparu au cours du XIXe siècle au sein du Raj britannique. Il vise à promouvoir la langue ourdou en la démarquant de l'hindi, principalement par l'utilisation de l'alphabet arabe. La langue est ainsi devenue un symbole de l’identité islamique des musulmans du sous-continent indien, et le mouvement pour l'ourdou est impulsé par l'élite musulmane qui cherche à promouvoir l'usage de la langue parmi les classes populaires musulmanes. Le mouvement est ainsi un précurseur du mouvement pour le Pakistan, basé sur la théorie des deux nations. Cette doctrine politique aboutira à la fondation du Pakistan le 14 août 1947, dont l'ourdou devient la langue officielle.
L'un des évènements fondateurs du mouvement est la controverse linguistique hindi-ourdou qui éclate en 1867 au sein du Raj britannique alors que les autorités coloniales étaient prêtes à reconnaitre l'hindi écris en alphabet devanagari, ce qui incita les musulmans à défendre l'ourdou comme langue séparée. L'une des premières victoires du mouvement est la reconnaissance en 1900 de l'hindi et l'ourdou sur un pied d'égalité dans les provinces unies d'Agra et d'Oudh.